# 人民解放军 (哥伦比亚)
人民解放军（西班牙語：Ejército Popular de Liberación，缩写为EPL）是哥伦比亚的一支霍查主义游击队。它于1967年12月作为哥伦比亚共产党（马列）的下属武装组织成立，从事武装反对哥伦比亚政府的活动。1990年，哥伦比亚共产党（马列）和人民解放军的大多数骨干向政府投降。至1991年，人民解放军80％的成员已放弃武装斗争，其中一些人组建政党希望、和平与自由。但由梅加特奥领导的不同意放弃武装斗争的少部分人继续以“人民解放军”的名义进行反政府武装活动。2017年，该游击队有132名武装人员。